# Häxprocessen i Schwäbisch Gmünd
Häxprocessen i Schwäbisch Gmünd var en häxprocess som ägde rum i den självständiga kejserliga riksstaden Schwäbisch Gmünd 1613-1617. De tillhörde de stora masshäxprocesser som förekom i det katolska södra Tyskland, den region där häxprocessen var värre än någon annanstans i Europa. Den ledde till avrättningen av åtminstone 40 personer. 
Schwäbisch Gmünd var katolskt, och upplevde en rad stormar och sjukdomar bland boskapen vid denna tidpunkt. Processen utbröt efter beskrivningar via brev av häxprocessen i Ellwangen. Processen utvidgades genom att de gripna torterades till att ange medbrottslingar, som i sin tur greps: en kvinna angav över 200 personer, och förföljelserna utbröt 1613. 
Förföljelserna lade liksom de i Ellwangen starkt fokus på de åtalades sexuella förbindelse med Djävulen, men processen i Schwäbisch Gmünd var dock unik genom att detta inte resulterade i åtal om att ha förorsakat impotens och infertilitet. De avrättades egendom konfiskerades av myndigheterna och drog därför in pengar till staten, men ämbetsmännen som utförde konfiskationerna stoppade också denna egendom i egen ficka. 
År 1617 hade utpekandena börjat nå upp till präster och andra medlemmar av den härskande klassen, vilket gjorde att myndigheterna vände sig mot häxprocessen. Advokaten Dr. Leonhard Kager förklarade att häxornas vittnesmål och angivelser saknade bevis och berodde på illusioner. Hans åsikter var inte populära, men myndigheterna hade vid denna tidpunkt blivit mottagliga för dem, och processen avslutades detta år. 
Ytterligare en häxprocess hölls 1650, men den blev betydligt mindre och tycks ha avslutats utan avrättningar.